# برونو ریسی
برونو ریسی (انگلیسی: Bruno Risi؛ زادهٔ ۶ سپتامبر ۱۹۶۸) دوچرخه‌سوار اهل سوئیس است.
وی در مسابقات کشوری و بین‌المللی در مجموع برندهٔ ۲ مدال طلا، ۲ مدال نقره، ۱ مدال برنز شده‌است.